# You Still Believe in Me
Az You Still Believe In Me a The Beach Boys 1966-os dala, a Pet Sounds LP második száma, a zeneszerző és a producer Brian Wilson, a dalszöveget Tony Asher szerezte. Ez volt a Pet Sounds dalai közül az első, amelyhez Asher szöveget írt. A szólóvokált Brian énekli. A dal eredeti címe "In My Childhood" volt, s az eredeti szöveg, melyet Wilson írt, a gyerekkoráról szólt – ez magyarázza a bicikliduda- és csengő jelenlétét a dalban.
Egy klasszikus zenész egy alkalommal a következőket mondta a dalról: "A "You Still Believe In Me" kompozíciója jól példázza Brian Wilson sajátos dalszerzői módszerét. Brian teljesen újfajta módon használta a kompozíciós skálát. Ahogy ebben a dalban is világosan hallható, a zenei progresszió egy nagyon csendes indítás után halad felfelé, egyre csak duzzad, aztán hirtelen megáll, mielőtt újra elindulna, egyenesen felfelé, mintha meg sem akarna állni a mennyországig."
Az eredeti mono mixben Brian hangja megduplázva hallható, ám mivel az 1996-os sztereo mix készítésekor nem találták meg a dupla vokált tartalmazó szalagot, a sztereó változatban csak egy vokálsáv szerepel.
Tony Asher így írta le a bevezetőben hallható különös zongorahangzás megalkotását: "Az egyikünk behajolt a zongorába, és bizonyos pontokon leszorította a húrokat, a másik pedig közben klimpírozott a billentyűkön. Így kísérleteztük ki, hogy bizonyos húrok leszorítása mennyire módosítja a bizonyos billentyűk leütésekor keletkező hangot." Brian 1996-ban a dalt "ilyen kis fiúkórus-szerű dalocskának" nevezte, és hozzátette: "Nagyon, nagyon spirituális."
A dalt feldolgozta M. Ward dalszerző-énekes, és szerepel a Beach Boys 1973-as The Beach Boys In Concert albumán, valamint Brian 2002-es Pet Sounds Live lemezén is.

## Részletek
- Szerzők: Brian Wilson/Tony Asher
- Album: Pet Sounds
- Hossz: 2:22
- Producer Brian Wilson
- Instrumentális felvételek: 1965. november 1., Western Recorders, Hollywood, Kalifornia. Hangmérnök: Chuck Britz.
- Vokálfelvételek: 1966 január–február, Western Recorders, Hollywood, Kalifornia. Hangmérnök: Chuck Britz.

### Zenészek
- Brian Wilson: szólóvokál
- Hal Blaine: dob
- Jerry Williams: ütősök
- Julius Wechter: üstdob, ütősök
- Lyle Ritz: basszusgitár
- Carol Kaye: basszusgitár
- Jerry Cole: gitár
- Barney Kessel: gitár
- Billy Strange: gitár
- Al de Lory: csembaló
- Steve Douglas: klarinét
- Jay Migliori: basszusklarinét
- Bill Green: szaxofon
- Jim Horn: szaxofon
- Plas Johnson: szaxofon

## Külső hivatkozások
- A Beach Boys tagjai beszélnek a "You Still Believe In Me"-ről (részlet a 2006-os Pet Sounds Podcast Series-ből)[halott link]